# Phytopharmakon
Ein Phytopharmakon (altgriechisch φυτόν phyton, deutsch ‚Pflanze‘ und φάρμακον pharmakon, deutsch ‚Arzneimittel‘) ist ein in der Phytotherapie verwendetes Fertigarzneimittel, dessen wirksame Bestandteile ausschließlich pflanzlicher Herkunft sind. Ein Phytopharmakon besteht aus einem oder mehreren pflanzlichen Wirkstoffen, wobei die pflanzlichen Wirkstoffe zumeist selbst Vielstoffgemische verschiedener Pflanzeninhaltsstoffe sind.

## Einteilung
Je nach Evidenz für die Wirksamkeit unterscheidet man rational und traditionell verwendete Pflanzenarzneimittel: 
- Liegen für die Anwendung rationale, wissenschaftlich überprüfbare Daten, beispielsweise aus klinischen Studien zugrunde, spricht man von rationalen Phytopharmaka.
- Die Verwendung traditioneller Phytopharmaka hingegen basiert auf ihrer langjährigen Anwendungserfahrung.

Zu den transkulturellen Phytopharmaka zählen beispielsweise Präparate der ayurvedischen Medizin und der traditionellen chinesischen Medizin. Homöopathische und anthroposophische Arzneimittel werden hingegen in der Regel nicht als Phytopharmaka angesehen. Eine Zuordnung homöopathischer Niedrigpotenzen oder Urtinkturen zu den Phytopharmaka wird wie auch die Einbeziehung von Naturstoffgemischen kontrovers diskutiert.
Dementsprechend bestehen verschiedene Möglichkeiten für den Marktzugang für Phytopharmaka. In EU-Ländern muss für rational verwendete Pflanzenarzneimittel eine Arzneimittelzulassung beantragt werden, wobei, sofern es sich um ein „allgemein medizinisch verwendetes“ Arzneimittel handelt, anstelle eigener klinischer Studien auch anderes „wissenschaftliches Erkenntnismaterial“ (beispielsweise Literaturdaten) vorgelegt werden kann. Für traditionell verwendete Phytopharmaka ist in den EU-Ländern ein vereinfachtes Verfahren zur Erlangung einer Vermarktungserlaubnis möglich, in Deutschland „Registrierung“ genannt.

## Zusammensetzung
Ein Phytopharmakon besteht aus einem oder mehreren Wirkstoffen im Sinne des Stoffbegriffs des Arzneimittelrechts. Diese wiederum stellen in der Regel ein komplexes Gemisch aus verschiedenen Pflanzeninhaltsstoffen dar. Dabei kann zwischen Hauptinhaltsstoffen, Leitsubstanzen, Begleitstoffen und Gerüststoffen unterschieden werden. Hauptinhaltsstoffe sind solche Pflanzeninhaltsstoffe, die einen wirkungsbestimmenden oder wirkungsmitbestimmenden Charakter haben. Eindeutig wirkungsbestimmende Hauptinhaltsstoffe, wie beispielsweise die Anthranoide der Sennesblätter, werden auch als Effektoren bezeichnet. Leitsubstanzen sind Pflanzeninhaltsstoffe, die in der Analytik zur phytochemischen Identifizierung genutzt werden. Begleitstoffe, auch Coeffektoren genannt, sind nicht unmittelbar an der Wirkung des Phytopharmakons beteiligt, können aber mittelbar, beispielsweise über einen Einfluss auf die Pharmakokinetik, die Wirkung der Hauptinhaltsstoffe beeinflussen. Als Gerüststoffe werden Pflanzeninhaltsstoffe aus der zellulären oder extrazellulären Matrix bezeichnet, die für die Struktur und Stabilität der Pflanze verantwortlich waren. Zusätzlich können Phytopharmaka auch nichtpflanzliche Hilfsstoffe enthalten, die für die Herstellung eines Fertigarzneimittels von Bedeutung sind.
Viele pflanzliche Arzneimittel enthalten getrocknete Pflanzenteile oder daraus hergestellte einfache Extrakte. Sogenannte Spezialextrakte hingegen werden mittels eines komplexen, vielstufigen Extraktions- und Reinigungsprozess hergestellt. Dabei werden unerwünschte Inhaltsstoffe entfernt und die erwünschten, die Wirksamkeit bestimmenden Substanzen, angereichert. Die Anwendung von Spezialextrakten hat mehrere Vorteile. So kann die Wirkstoffkonzentration im Spezialextrakt erhöht werden. Es werden geringere Mengen eines Stoffes für die gleiche Wirkung benötigt. Nicht erwünschte Nebenprodukte werden bei der Extraktion entfernt, das Phytopharmakon wird besser verträglich. Zusammensetzung und Menge der Inhaltsstoffe sind standardisiert. Das garantiert eine gleichbleibende Qualität.

## Markt in Deutschland
Der Umsatz pflanzlicher Arzneimittel hat sich im Jahr 2017 um 3,2 Prozent auf 1,7 Milliarden Euro erhöht. Der Absatz betrug 175 Millionen Packungen und war leicht rückläufig. Der Anteil rezeptfreier Phytopharmaka und Homöopathika im Apothekenmarkt (inklusive Versandhandel) machte 31 Prozent des Umsatzes mit rezeptfreien Arzneimitteln aus.
Präparate der 2017 am meisten verkauften Phytopharmaka (in Mio. Packungen) sind Atemwegs-/Erkältungsmittel (57), Magen- und verdauungsfördernde Mittel (14), Beruhigungs- und Schlafmittel (8), Urologika und Harnsystemmittel (7), Muskel- und Gelenkschmerzmittel (5), Abführmittel (4), durchblutungsfördernde (3) und sonstige Herz-Kreislauf-Mittel (3).
Der Einsatz pflanzlicher Arzneimittel ist in Deutschland auch bei Kindern und Jugendlichen zwischen 0 und 17 Jahren weit verbreitet und im internationalen Vergleich höher als in anderen Ländern. Dies ergab eine Analyse der Daten aus der KiGGS-Studie für Kinder und Jugendliche.